# Carlos Salinas de Gortari
Carlos Salinas de Gortari, né le 3 avril 1948 à Mexico, est un homme d'État mexicain, président de la République entre 1988 et 1994,.

## Biographie
Carlos Salinas est le fils du ministre de l'Industrie du président Adolfo Lopez Mateos (1958-1964). Il détient un doctorat d'Harvard ainsi que deux maîtrises. En 1982, il est nommé ministre du Budget du gouvernement de Miguel de la Madrid (1982-1988).  

### Élection présidentielle
Élu avec un programme de privatisation des industries du secteur public, son élection est controversée, car le système informatique de la commission électorale tomba en panne lors de la compilation des résultats alors que son adversaire de gauche, Cuauhtémoc Cárdenas, tenait une confortable avance tant dans les sondages pré-électoraux que sortis des urnes. Lorsque le système informatique est relancé, Salinas de Gortari se retrouve propulsé en tête et est élu.
Le Congrès de l'Union, où son parti, le PRI, détenait trois quarts des sièges, décida toutefois de ne pas faire d'enquête. Le recomptage des bulletins demandé par l'opposition se révéla impossible car un incendie, officiellement accidentel, survint dans le sous-sol du congrès où les bulletins avaient été stockés.

### Présidence
Salinas de Gortari signa notamment l'ALENA durant son mandat et privatisa de nombreuses entreprises d’État, parmi lesquelles  la société de télécommunication Telmex, la compagnie aérienne Mexicana de Aviación, la sidérurgie, les autoroutes, les aéroports, les mines et près d’une institution de crédit tous les vingt jours entre juin 1991 et juillet 1992. En 1992, la modification de l'article 27 de la Constitution met définitivement fin à la réforme agraire et autorise la vente des terres communales.
Le Mexique connait durant ces années une forte croissance économique et se développe une « nouvelle classe entrepreneuriale » extrêmement riche comprenant de plus en plus de milliardaires, mais au prix d'inégalités croissantes. Cette politique conduit également à la concentration des médias, à la mainmise de quelques grands patrons sur l’économie et à une corruption endémique. Le spécialiste des drogues Jean-François Boyer relève que « les privatisations de la période 1989-1995 (...) ont permis aux narcos, avec la complicité de l’État et des narcopoliticiens, de devenir une puissance économique légale ». La crise économique qui suivit le mandat de Salinas de Gortari provoqua de vives critiques contre cette politique.

### Après la présidence
Il quitte la présidence avec une forte renommée internationale, et fait campagne pour prendre la tête de l'Organisation mondiale du commerce. Moins d'un mois plus tard, le nouveau président Ernesto Zedillo, qui a été son ministre du budget et plus tard de l'éducation, dévalue le peso mexicain d'environ 200 % (le peso perdant les deux-tiers de sa valeur par rapport au dollar américain). Cette décision, qualifie ensuite « d'erreur de décembre », plonge le pays dans une crise économique profonde, et l'opinion publique reproche à Salinas une mauvaise gestion économique qui aurait forcé la dévaluation.
Salinas s'exile ensuite volontairement en Irlande où il se remarie et écrit un livre défendant sa politique économique, et rejetant la responsabilité de la crise sur Zedillo : Mexico: The Policy and the Politics of Modernization. Il rejoint par ailleurs le conseil d’administration de la société Dow Jones.
Il s'établit par la suite en Espagne, pays dont il obtient la nationalité grâce aux facilités données aux descendants des juifs séfarades expulsés du royaume lors de la reconquista.

## Famille
Son frère aîné Raúl Salinas de Gortari est emprisonné pour avoir commandité l'assassinat d'un membre de son propre parti, le secrétaire général du PRI José Francisco Ruiz Massieu, ainsi que pour abus de pouvoir et corruption. Sa fortune, détenue à l'étranger sous différents comptes, s'élevait à plusieurs centaines de millions de dollars alors que ses revenus officiels n’atteignaient « que » 190 000 dollars annuellement.
Son plus jeune frère, Enrique, est mort assassiné en 2004. Les assassins n'ont jamais été identifiés.

## Télévision
Dans la série télévisée El Chapo le rôle de El Presidente, Parrain, Oscar, le puissant politicien, joué par l'acteur Héctor Holten, est inspiré de Carlos Salinas de Gortari
[réf. nécessaire].